# Africanismo español
La voz «africanista» es polisémica en español. Puede referirse a tres conceptos bien diferenciados. En primer lugar, se denominó así al grupo de personalidades españolas que durante la segunda mitad del siglo XIX y principios del XX, por razones históricas y geopolíticas, consideraron que España debería estar presente en el reparto del continente africano, especialmente a partir de la Conferencia de Berlín de 1885. Durante el último tercio del siglo XIX se produjo un gran número de publicaciones sobre África y se realizaron expediciones, entre las que destacan las organizadas por la Real Sociedad Geográfica Española. Destacan además los congresos africanistas, de marcado carácter colonialista y económico, cuyas actas se recogieron en varios volúmenes desde 1894.
En segundo lugar, se denomina africanistas a los militares que hicieron parte de su carrera en el ejército colonial establecido en la zona del  Protectorado de Marruecos. Los constantes  combates para someter a las tribus  rifeñas, si bien costaron muchas bajas, permitieron a los supervivientes hacer una rápida carrera militar gracias a los ascensos por méritos de guerra (Francisco Franco, un destacado militar destinado en Marruecos, logró así llegar al  generalato a los 33 años). Envidiados por los otros  mandos, se fue desarrollando en ellos un espíritu de casta, enemigo de los políticos. En África hicieron su carrera buena parte de los mandos del ejército que luego se sublevarían contra la  Segunda República. Durante el régimen franquista se produjo un renovado interés por la proyección española en Hispanoamérica y la intervención en las posesiones en África, y a una intervención diplomática y un relanzamiento de la acción cultural, que, en el caso de África, dio lugar a la creación del Instituto de Estudios Africanos y de los Cuadernos de Estudios Africanos, así como a una cierta producción académica.
Por último, como recoge la primera acepción del Diccionario de la lengua española, africanista es la «persona que se dedica al estudio y fomento de los asuntos concernientes a África». En este sentido, el africanismo es equivalente de Estudios Africanos, desarrollados estos en primera instancia por investigadores y centros de estudios africanos de Europa y América durante la segunda mitad del siglo XX, pero cuyo número creciente en la actualidad incluye a científicos nacidos en África y afrodescendientes y varias áreas emergentes, que corresponden con las categorías académicas anglosajonas «African studies», «Black studies», «African-American studies», «Black Male Studies», «Spanish African studies», «Atlantic studies», «African Politics» etc. El punto de inflexión tiene lugar en los años sesenta, en los que se producen aportaciones como las de James Samuel Coleman sobre la segregación y la educación de los afrodescendientes en América. 

## Antecedentes
Como precursor del interés por África en España destaca Domingo Badía, conocido como Alí Bey, el primer español no musulmán que llega a La Meca. En 1876 se constituye en Madrid la Real Sociedad Geográfica Española. A lo largo de los años la Real Sociedad Geográfica de España fue impulsora de importantes proyectos, como los de Manuel Iradier en Guinea Ecuatorial, o Joaquín Gatell y Folch (Caid Ismail) y José María de Muga (Moro Vizcaíno) en Marruecos. En 1922 fue una de las entidades cofundadoras de la Unión Geográfica Internacional. La actividad de estas y otras instituciones geográficas y comerciales, como la Sociedad de Geografía Comercial de Barcelona, constituyeron una conciencia y un activismo colonialista en España, cuyo foco se concentró en África, especialmente tras la pérdida de las colonias americanas o la Sociedad Española de Africanistas y Colonistas.
En 1877 se crea la Asociación Española para la Exploración de África, institución filial de la Asociación para la Exploración del Congo, fundada en Bruselas por el rey Leopoldo II de Bélgica. El impulso de Joaquín Costa posibilita, en 1883, la creación de la Sociedad Española de Africanistas y Colonialistas.

## Pintura africanista
Desde las obras de Mariano Fortuny, que acompañó al ejército en la guerra de África, la pintura española de las últimas décadas del siglo XIX y la primera mitad del XX cultivó un género costumbrista, similar al orientalismo de la pintura francesa, que a veces se ha denominado pintura africanista.

## Labor de divulgación
A finales del siglo XIX aparece abundante bibliografía acerca de las vicisitudes del quehacer colonial:
- Historia Geográfica 1860.
- Boletín de la Sociedad Geográfica de Madrid 1876.
- Revista General de la Marina 1877.
- Revista de Geografía Comercial y Crónica Naval de España 1885.
- Actas y memorias del primer Congreso Español de Africanistas 1894
- Revista de Geografía Colonial y Mercantil 1897

## Instituto de Estudios Africanos
Hasta la guerra civil española, el africanismo estaba orientado casi exclusivamente hacia el Protectorado Español de Marruecos, pero el 28 de junio de 1945 se crea en Madrid el Instituto de Estudios Africanos, adscrito al Consejo Superior de Investigaciones Científicas; en 1946 la revista Cuadernos de Estudios Africanos (1946-1957), donde escriben entre otros José María Cordero Torres, Julio Caro Baroja, Rodolfo Gil Benumeya, Julio Cola Alberich, Félix Pareja S.J., Román Perpiñá Grau, etc. El geógrafo castrense, escritor y periodista José Díaz de Villegas y Bustamante, bajo el seudónimo de Hispanus asume el cargo de la Dirección General de Marruecos y Colonias, sustituyendo al fallecido Juan Fontán y Lobé, gran conocedor de la Guinea Española.